# Carruanthus
Carruanthus là chi thực vật có hoa trong họ Aizoaceae.